# 체코 음악박물관
체코 음악박물관(체코어: České muzeum hudby)은 체코 프라하에 있는 국립박물관이다. 성 막달라 마리아 교회의 건물을 사용하고 있으며, 현재 교회 용도로는 전혀 사용하지 않는다.